# Kalmia wielokwiatowa
Kalmia wielokwiatowa (Kalmia polifolia) – gatunek krzewiastej rośliny z rodziny wrzosowatych. Występuje naturalnie w północno-wschodniej części Ameryki Północnej, na rozległych obszarach Kanady i w północno-wschodniej części Stanów Zjednoczonych. Introdukowana została do Europy. W naturze rośnie na torfowiskach i wilgotnych stokach górskich.

## Morfologia
PokrójKrzew o prosto wznoszących się pędach, osiągający do około 1 m wysokości.
LiścieZimozielone, naprzeciwległe, skórzaste, ciemnozielone z wierzchu i jasnozielone z dołu, eliptyczne o długości od 5 do 10 cm.
KwiatySkupione w wierzchołkowych baldachogronach na końcu pędów, rzadziej bocznych gronach, barwy różowej i odcieniach różu, kwitnie od kwietnia do maja.
OwoceKulista torebka o fioletowej barwie, wypełniona licznymi żółtymi nasionami, dojrzewa we wrześniu.

## Uprawa
Roślina uprawiana głównie ze względu na walory dekoracyjne kwiatów, wymaga gleb kwaśnych, próchnicznych, naturalnie występuje na glebach torfowych i bagnistych. Przy uprawie rośliny należy zapewnić jej stanowisko osłonięte i słoneczne lub lekko zacienione. Roślina podobnie jak reszta gatunków z  rodzaju kalmia, jest silnie toksyczna.